# Robert Berdella
Robert Andrew Berdella Jr. (31 de enero de 1949 en Cuyahoga Falls, Ohio - 8 de octubre de 1992 en la Penitenciaría Estatal de Misuri) fue un asesino en serie estadounidense condenado por haber violado, torturado y asesinado a seis hombres en Kansas City, Misuri entre 1984 y 1987.

## Primeros años
Berdella fue inscrito en el Kansas City Art Institute desde 1967 hasta 1969. Durante este tiempo fue condenado pero recibió una sentencia suspendida por venta de anfetaminas. Fue arrestado más tarde por posesión de LSD y marihuana, pero los cargos fueron retirados por falta de pruebas. En 1969 compró la casa 4315 Charlotte, que sería el escenario de los crímenes. Trabajó como chef y, finalmente, abrió Bizarre Bob's Bazaar, una tienda de novedades que vendía cosas de ocultismo.

## Crímenes y muerte
Berdella fue arrestado en la primavera de 1988 luego de que una de sus víctimas escapara desde la ventana del segundo piso, usando solamente un collar de perros que Berdella le había colocado para deleite sexual. Cuando este joven escapó, Berdella se encontraba en su trabajo. El joven fue auxiliado por un vecino que llamó a la policía. Al llegar la policía, el joven contó lo acontecido a los agentes quienes primeramente pensaron que se trataría de una riña amorosa entre homosexuales. Sin embargo, debido al tipo de acusación (violación, tortura y secuestro), decidieron investigar. Al llegar Berdella de su trabajo, fue inmediatamente abordado por los agentes quienes lo arrestaron con cargos de violación. Al intentar ingresar a la casa, Berdella les negó la entrada, por lo que necesitaron un permiso judicial.
Decenas de fotos Polaroid de sus víctimas fueron encontradas en su habitación en el segundo piso. Además, se encontraron elementos de tortura en uno de los cuartos, también del segundo piso, como cadenas, mordazas, esposas, baterías eléctricas, etc. En una investigación más a fondo se encontraron restos humanos y manchas de sangre por toda la casa. Además, un cráneo humano enterrado en su jardín.
Según sus propias declaraciones, ataba a los jóvenes luego de drogarlos para poder someterlos sexualmente y torturarlos. En un caso específico, arrancó un ojo del joven para ver qué sucedía. Se deshacía de los cuerpos desmembrándolos en su bañera y tirándolos a la basura en bolsas de plástico.
Sus vecinos no podían creerlo, era un hombre ejemplar. Recibió la máxima sentencia de cadena perpetua y murió en prisión en 1992 producto de un ataque cardíaco. Una de sus últimas quejas fue que el personal policial no le daba las medicinas por sus problemas del corazón. Su muerte nunca fue investigada.